# کاتاژینا اسکارژانکا
کاتاژینا اِسکارژانکا (لهستانی: Katarzyna Skarżanka؛ زادهٔ ۱۴ ژوئیه ۱۹۶۸) بازیگر اهل لهستان است.
از فیلم‌ها یا مجموعه‌های تلویزیونی که وی در آن‌ها نقش داشته‌است، می‌توان به مفقودشدگان، ۱۹۸۳، کورشده از نور، تشخیص، مرز، ردپا، در خوشی و سختی، رنگ‌های خوشبختی، ماگدا ام.، خانه کشیش و قوانین نانوشته اشاره نمود.